# I.A. 73
El IA-73 Unasur I fue un avión de entrenamiento primario, con capacidad de portar armamento ligero, desarrollado por la Fábrica Argentina de Aviones (FAdeA), cuyo mercado eran los países Sudamericanos miembros de la UNASUR.
El proyecto fue desarrollado bajo la necesidad que tenía la Fuerza Aérea Argentina de sustituir en un futuro próximo a su flota de aviones de entrenamiento primario Beechcraft B-45 Mentor y Embraer EMB 312 Tucano.

## Desarrollo

### Origen
A comienzos del siglo XXI la Fuerza Aérea Argentina buscaba un reemplazo para los entrenadores B-45 Mentor, que ya estaban próximos al fin de su vida útil, con lo que se decidió buscar un reemplazo para toda la flota de entrenadores primarios. Los aviones que se analizaron fueron el ENAER T-35 Pillán, de fabricación chilena, y el  Aermacchi SF-260, de fabricación italiana, pero las importantes ganancias que obtuvo el gobierno argentino con las exportaciones de grano y sus derivados, hicieron que se optase por un avión de fabricación local. 
Los requerimientos iniciales para la nueva aeronave eran: Cabina para dos tripulantes en tándem (alumno e instructor), pantallas a color multifuncion, asiento eyectable para el piloto y el instructor, tren de aterrizaje robusto, configuración aerodinámica con buena capacidad de maniobra, motor a pistón con hélice de cinco palas y capacidad de portar armamento ligero (Ametralladoras, bombas y cohetes).
Se encargó este proyecto a la que para aquel entonces era LMAASA (Lockheed Martin Aircraft Argentina SA), actual Fábrica Argentina de Aviones (FAdeA), quien inició los trabajo de investigación a mediados del 2008.
Con la nacionalización de la fábrica por parte del gobierno argentino de aquel entonces a mediados del 2009 el proyecto tomó una breve pausa.
Los trabajos de investigación se reanudaron a mediados del 2010, para el siguiente año ya se tenía un perfil aerodinámico listo y la planta motriz ya estaba escogida, se trataba del Pratt & Whitney Canada PT6, también ya se conocía la designación del avión; IA-73, el cual por sus características técnicas se acercaba en cuanto a rendimiento al Embraer EMB-312 Tucano.
Para comienzos del 2012 algunas naciones latinoamericanas se interesaron en la aeronave Argentina, incluida Brasil, lo que desembocó en que el proyecto inicialmente Argentino se convirtiera en un Avión de entrenamiento multinacional, muy similar a los proyectos europeos.
Después de varias negociaciones el avión, ahora rebautizado IA-73 Unasur I, se convirtió en el entrenador primario de la Unasur, cuyas naciones participantes en el programa Unasur I eran; Argentina, Brasil, Venezuela y Ecuador, con intenciones de compra por parte de Bolivia.
Para el siguiente año la actual FAdeA anunció que el proyecto ya contaba con una financiación de poco más de $60 millones por parte de las naciones participantes. También se anunció que el mayor inversionista, Brasil, no adquiriría la aeronave por motivos de contratos con otras compañías brasileñas, pero si implementaría algunos sistemas brasileños en el avión para las naciones que lo adquirieran.
Entre los años 2014 y 2015 el proyecto sufrió un importante deterioro en el avance del mismo, esto debido a los problemas políticos y económicos que afrontaran varios de los países participantes en su desarrollo ralentizaran los envíos de dinero e insumos, y posteriormente se cancelaran algunas de sus órdenes de adquisición por ser reemplazadas por aeronaves extranjeras. Por ejemplo, para inicios de 2016, el nuevo gobierno argentino decido abandonar el proyecto IA-73 Unasur I y decido priorizar los proyectos IA-63 Pampa III y el nuevo entrenador elemental IA-100, siendo luego este último proyecto también abandonado por carencias presupuestarias.

## Componentes

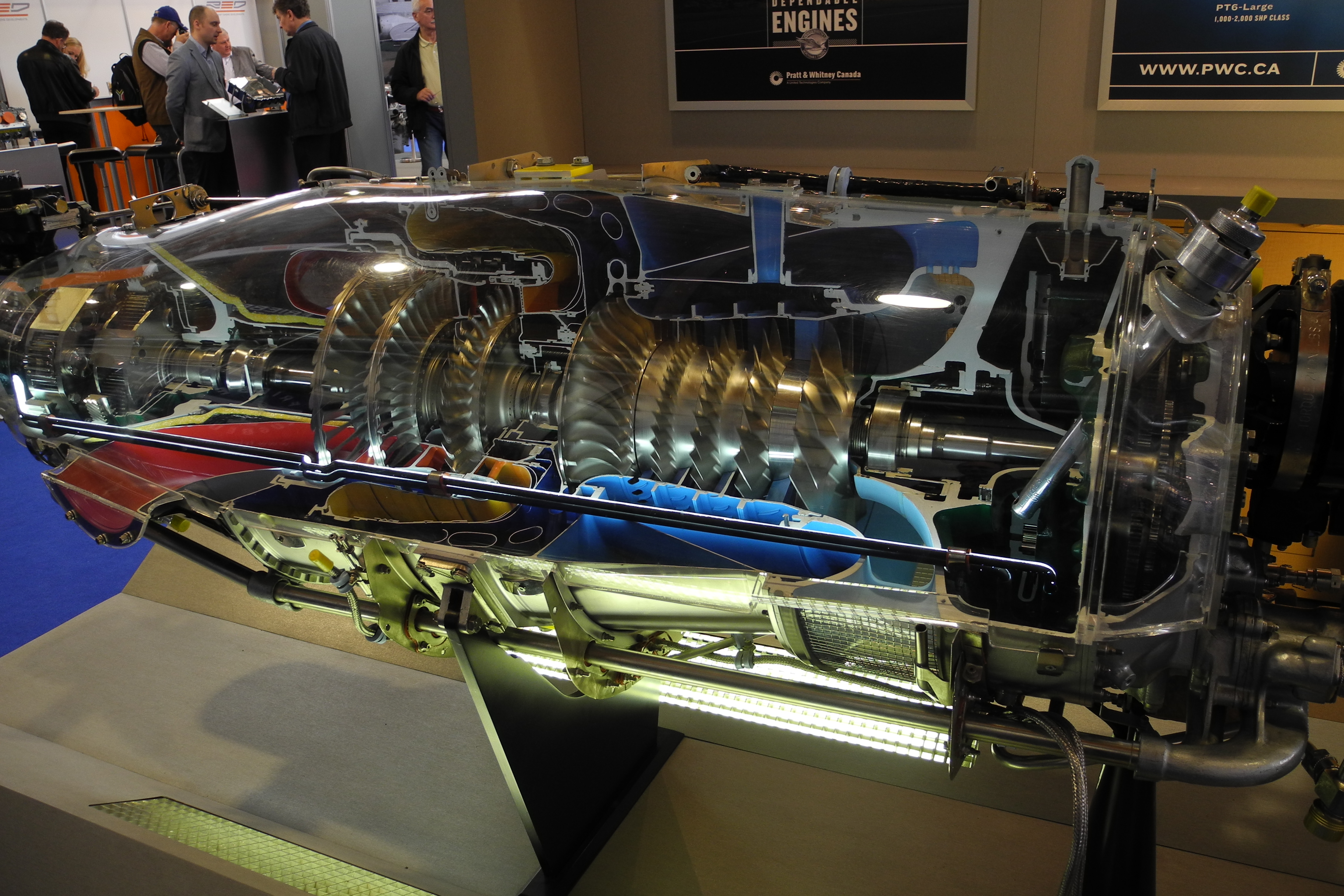
PT6.

Leyenda:  Canadá

### Propulsión
| Sistema | País              | Fabricante             | Notas       |
| ------- | ----------------- | ---------------------- | ----------- |
| Motor   | Bandera de Canadá | Pratt & Whitney Canada | 1 × PT6A-50 |

## Especificaciones

### Características generales
- Tripulación: 2 (Alumno e instructor)
- Longitud: 7.82 m
- Envergadura: 8,81 m
- Altura: 3 m
- Peso vacío: 850 kg
- Peso máximo al despegue: 1500 kg
- Planta motriz: 1× Turbohélice Pratt & Whitney Canada PT6A-50.
  - Potencia: 945 hp

### Rendimiento
- Velocidad nunca excedida (Vne): 488 km/h
- Radio de acción: 1050 km
- Techo de vuelo: 3950 m
- Régimen de ascenso: 914 m/min